# Gaudryella gaudryi
Gaudryella gaudryi è un pesce osseo estinto, appartenente ai teleostei. Visse nel Cretaceo superiore (Cenomaniano, circa 90 - 95 milioni di anni fa) e i suoi resti fossili sono stati ritrovati in Libano.

## Descrizione
Questo pesce non arrivava ai dieci centimetri di lunghezza, e solitamente era lungo circa 6,5 centimetri. Il corpo era piuttosto allungato e idrodinamico, simile a quello di una sardina. Gaudryella è molto simile a un altro teleosteo del Cenomaniano del Libano, Ginsburgia, dal quale si differenzia principalmente per il maggior numero di vertebre (43 in Gaudryella, 38 in Ginsburgia) e per le dimensioni minori. Come molti altri euteleostei del Cretaceo, Gaudryella possedeva alcuni caratteri tra cui ossa rostrodermetmoidi e mesetmoidi separate, condili lobati dell'iomandibola e la fusione del paripurale e del primo e secondo ipurale (come in Avitosmerus).

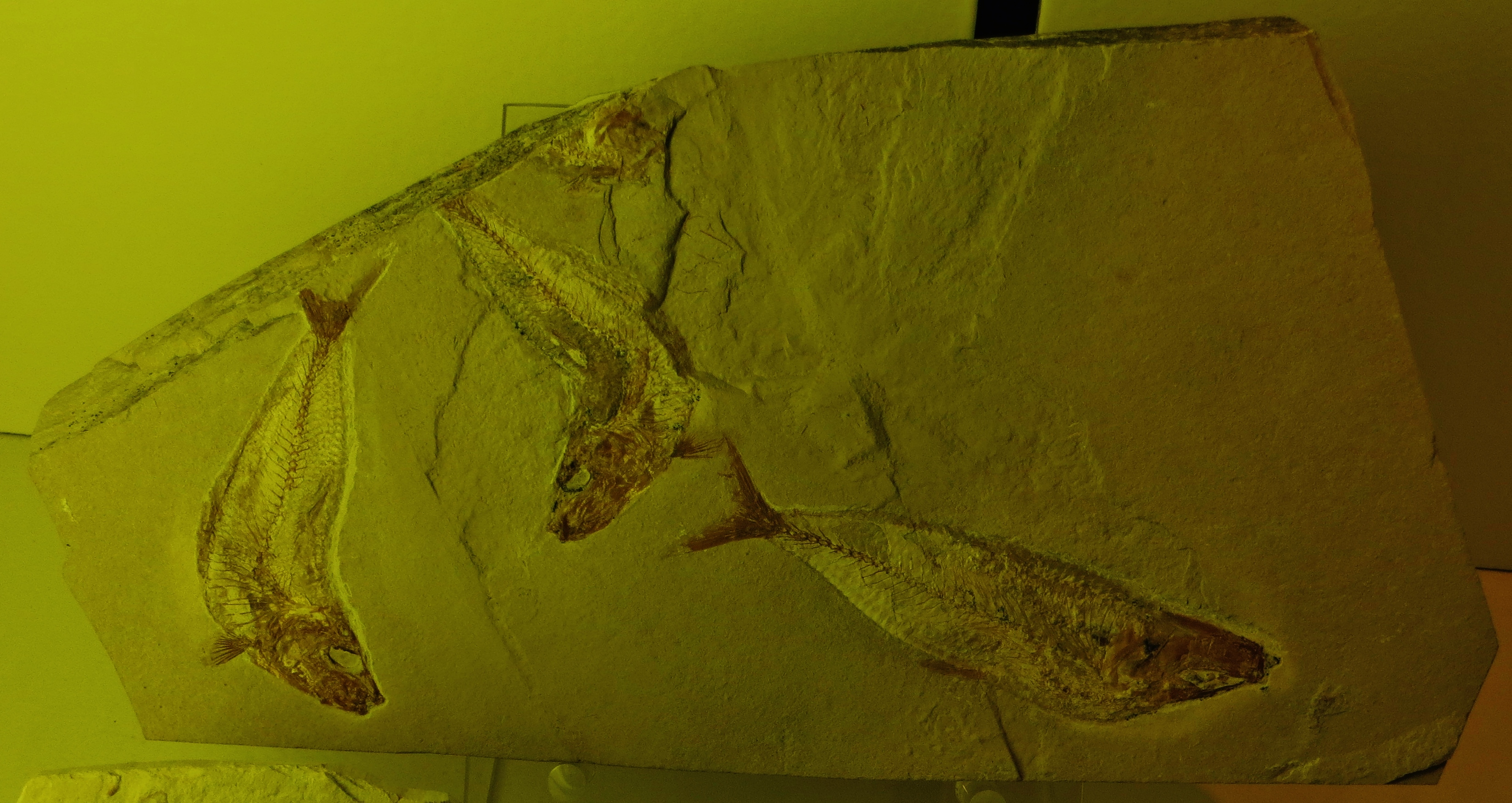
Fossili di Gaudryella gaudryi

## Classificazione
I fossili attribuiti a Gaudryella furono descritti per la prima volta nel 1866 da Pictet e Humbert, ma per lungo tempo vennero attribuiti al genere Scombroclupea, un pesce appartenente ai clupeiformi. Nel 1970 Patterson attribuì la specie Scombroclupea gaudryi a un nuovo genere, Gaudryella, che ascrisse ai salmoniformi. Attualmente, però, alcuni studi indicherebbero che Gaudryella fosse un euteleosteo basale, al di fuori del clade dei salmoniformi (Fielitz, 2002).